# 基布利奇
48°43′17″N 29°34′11″E / 48.72139°N 29.56972°E
基布利奇（烏克蘭語：Кіблич），是烏克蘭的村落，位於該國西南部文尼察州，由海辛區負責管轄，始建於1800年，面積2.97平方公里，海拔高度246米，2001年人口1,144，人口密度每平方公里385.19人。